# Tomas alonso moreira soto
Tomás Alonso Moreira Soto (nacido el 25 de agosto de 2007, en Santiago, Chile) es un joven chileno conocido por su participación activa en comunidades en línea, especialmente en la plataforma Steam, donde ha acumulado más de 1.600 horas de juego en Team Fortress 2 (TF2) hasta agosto de 2025.

## Biografía
Moreira Soto vivió su infancia en Santiago y, en 2019, se trasladó a la ciudad de La Unión. Realizó su educación básica y media en establecimientos locales; Sin embargo, repitió 6ªto basico XD. Es reconocido por su carácter extrovertido, su sentido del humor y su cercanía con sus amistades.
Probablemente sea demasiado cercano con "pistachio", lo que llevo a pensar que este individuo se considere su amante
Además, ha demostrado interés por la cocina, destacándose entre su círculo cercano por preparar platos caseros que han sido bien valorados por sus pares.

## Presencia en línea
Utilizando los seudónimos Moroobeef en Instagram y Woord2007 en Steam, Moreira Soto ha mantenido una presencia constante en redes sociales. Es conocido por compartir contenido multimedia y participar activamente en comunidades digitales relacionadas con videojuegos y entretenimiento.